# روباه و کلاغ (شخصیت‌های پویانمایی)
روباه و کلاغ (انگلیسی: The Fox and the Crow) یک جفت شخصیت (آثار هنری) کارتونی انسان‌انگاری هستند که توسط فرانک تاشلین برای استودیو اسکرین جمز ساخته شده‌اند.